# Fizanlouma
Fizanlouma est une localité du centre nord de la Côte d'Ivoire, et appartenant au département de Mankono, Région du Béré. La localité de Fizanlouma est un chef-lieu de commune. Fizanlouma revendique, à ce jour, une population de plus de 2 000 âmes. L'agriculture est la principale activité du village.
La MUDESFI est la Mutuelle pour le Développement Économique et Social de Fizanlouma. Son siège est à Abidjan.
Par ailleurs, le village est animé, chaque année, par une danse très appréciée des hommes du village, parce qu'elle leur est exclusivement réservée. C'est le Doh. 